# Margery Bonney Erskine
Margery Bonney Erskine, nata Ada Margery Bonney (Mosside, 1864 – New York, 30 ottobre 1949), è stata un'attrice inglese che lavorò negli Stati Uniti all'epoca del cinema muto, entrando a far parte, negli anni dieci, del team di attori della Edison.
Usò come nome d'arte, secondo l'uso anglosassone, anche quello da sposata di Mrs. Wallace Erskine. Suo marito era un noto attore teatrale che lavorò a lungo a New York, sui palcoscenici dei teatri di Broadway.

## Biografia
Nata nel 1864 nel Lancashire, in Inghilterra, sposò l'attore teatrale Wallace Erskine (1862-1943). Appartenenti entrambi alla compagnia britannica del teatro Old Vic, dopo aver preso parte a un tour all'inizio degli anni dieci, si stabilirono negli Stati Uniti.

## Filmografia
- How the Squire Was Captured (1910)
- The Baby of the Boarding House (1911)
- Sir George and the Heiress (1911)
- Two White Roses, regia di Bannister Merwin (1911)
- The Lure of the City, regia di Ashley Miller (1911)
- The Daisy Cowboys
- Santa Claus and the Clubman
- Uncle Hiram's List, regia di Oscar C. Apfel (1911)
- Lead, Kindly Light (1912)
- Father's Bluff, regia di Bannister Merwin (1912)
- His Secretary, regia di Bannister Merwin (1912)
- The Nurse, regia di Bannister Merwin (1912)
- The Lost Kitten, regia di C.J. Williams (1912)
- The Baby (1912)
- Her Polished Family, regia di C. Jay Williams (1912)
- Dr. Brompton Watts' Age Adjuster (1912)
- The Little Woolen Shoe, regia di Bannister Merwin (1912)
- Kitty's Holdup (1912)
- The Father (1912)
- An American King, regia di George Lessey - cortometraggio (1914)
- The Mystery of the Ladder of Light, regia di George Lessey - cortometraggio (1914)
- When East Met West in Boston, regia di Walter Edwin - cortometraggio (1914)
- Her Grandmother's Wedding Dress, regia di George Lessey  - cortometraggio(1914)
- Andy Plays Cupid, regia di Charles H. France - cortometraggio (1914)
- By Parcel Post, regia di Charles H. France - cortometraggio (1914)
- The Man in the Street, regia di Charles Brabin - cortometraggio (1914)
- In Lieu of Damages, regia di Richard Ridgely - cortometraggio (1914)
- Sheep's Clothing, regia di Charles M. Seay - cortometraggio (1914)
- A Fragment of Ash, regia di Langdon West - cortometraggio (1914)
- Bootle's Baby, regia di Ashley Miller - cortometraggio (1914)
- His Chorus Girl Wife, regia di Ashley Miller - cortometraggio (1914)

- The Call of the City, regia di Harry Beaumont - cortometraggio (1915)